# カンタンナコト
「カンタンナコト」は、THE ORAL CIGARETTESの3枚目のシングルであり、2015年7月14日にライブ・フェス会場で限定発売された。

## 解説
- 前作より約3ヶ月ぶりとなるシングル。
- 本作はライブ会場やフェス会場での限定販売となった。会場限定販売になった経緯としてバンドは『メジャーデビューして1年が経ち、多くのライヴを重ねる中でもう一度原点を見つめ直し、夏フェスで自分たちが目の前にいるお客さんをどれだけ取り込んでいけるかという挑戦の意味も込めて会場限定という形でのリリースとなった』と語っている[1]。
- 2曲目の『GET BACK』は2015年4月25日で行われたなんばHatch公演のライブ音源が収録されている。

## 収録内容
全作詞・作曲 : 山中拓也　全編曲 : THE ORAL ClGARETTES
1. カンタンナコト
2. GET BACK (Live at Namba Hatch on April 25, 2015)

## 収録アルバム
- FIXION (#1)